# Gobio

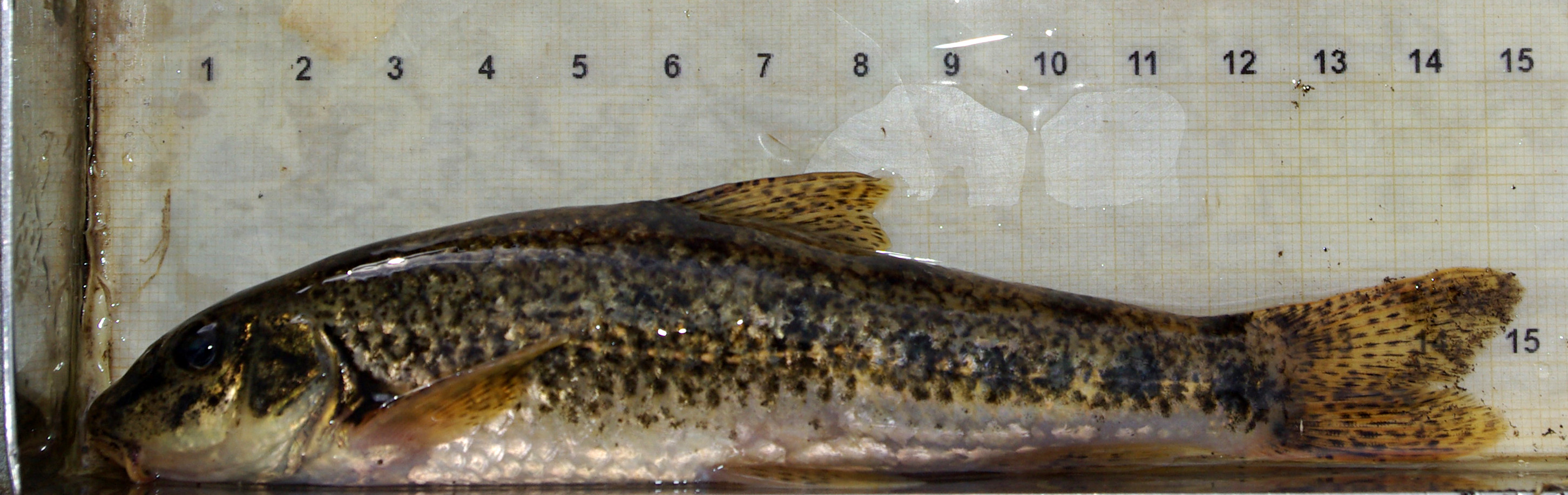
Gobio lozanoi

Gobio è un genere di pesci ossei d'acqua dolce appartenenti alla famiglia Cyprinidae.

## Distribuzione e habitat
Questo genere si trova quasi in tutta la Regione Paleartica dalla Spagna a Turchia e Cina.

## Specie
- Gobio acutipinnatus
- Gobio alverniae
- Gobio battalgilae
- Gobio brevicirris
- Gobio bulgaricus
- Gobio carpathicus
- Gobio coriparoides
- Gobio cynocephalus
- Gobio delyamurei
- Gobio feraeensis
- Gobio fushunensis
- Gobio gobio
- Gobio hettitorum
- Gobio holurus
- Gobio huanghensis
- Gobio insuyanus
- Gobio kovatschevi
- Gobio krymensis
- Gobio kubanicus
- Gobio lingyuanensis
- Gobio lozanoi
- Gobio macrocephalus
- Gobio maeandricus
- Gobio meridionalis
- Gobio obtusirostris
- Gobio occitaniae
- Gobio ohridanus
- Gobio rivuloides
- Gobio sakaryaensis
- Gobio sarmaticus
- Gobio sibiricus
- Gobio skadarensis
- Gobio soldatovi
- Gobio volgensis